# یونوسی توره
یونوسی توره (به انگلیسی: Younoussi Touré؛ زادهٔ ۲۷ دسامبر ۱۹۴۱ – درگذشتهٔ ۱۷ اکتبر ۲۰۲۲) سیاستمدار اهل مالی بود. وی از ۹ ژوئن ۱۹۹۲ تا ۱۲ آوریل ۱۹۹۳ نخست‌وزیر این کشور بود.

## مرگ
توره در ۱۷ اکتبر ۲۰۲۲ در پاریس فرانسه در سن ۸۰ سالگی درگذشت.